# Casorate Sempione
Casorate Sempione (lombardul: Casoraa vagy Casuraa Sempiùn) település Olaszországban, Varese megyében. Lakosainak száma 5637 fő (2023. január 1.). Casorate Sempione Arsago Seprio, Cardano al Campo, Gallarate és Somma Lombardo községekkel határos.

## Népesség
A település népességének változása:
| Lakosok száma | 5696 | 5687 | 5637 |
|               | 2017 | 2018 | 2023 |